# Benno Magnusson
Lars Benno Magnusson (ur. 4 lutego 1953 w Ålem) – szwedzki piłkarz występujący na pozycji napastnika.

## Kariera klubowa
Magnusson zawodową karierę rozpoczynał w 1972 roku w klubie Åtvidabergs FF. W 1972 oraz 1973 wygrał z klubem mistrzostwo Szwecji. W 1973 roku wystąpił także z zespołem w finale Pucharu Szwecji, jednak Åtvidabergs uległ tam 0:7 Malmö FF.
Pod koniec 1973 roku odszedł do niemieckiego 1. FC Kaiserslautern. W Bundeslidze zadebiutował 5 stycznia 1974 w przegranym 1:3 meczu z Werderem Brema. Latem 1974 roku został graczem Herthy Berlin, również grającej w Bundeslidze. Pierwszy ligowy mecz zaliczył tam 24 sierpnia 1974 przeciwko Fortunie Düsseldorf (3:3). 31 sierpnia 1974 w przegranym 1:2 pojedynku z Bayernem Monachium strzelił pierwszego gola w trakcie gry w Bundeslidze. W 1975 roku wywalczył z klubem wicemistrzostwo RFN.
W 1976 roku Magnusson wrócił do Szwecji, gdzie podpisał kontrakt z zespołem Kalmar FF. W 1978 roku przegrał wraz z nim finał Pucharu Szwecji z Malmö FF. W 1981 roku Magnusson zdobył z zespołem Puchar Szwecji. W tym samym roku zakończył karierę.

## Kariera reprezentacyjna
W reprezentacji Szwecji Magnusson zadebiutował 23 maja 1973 w wygranym 3:2 meczu eliminacji Mistrzostw Świata 1974 z Austrią. W 1974 roku został powołany do kadry na Mistrzostwa Świata. Zagrał na nich w dwóch spotkaniach swojej drużyny - z Bułgarią (0:0) oraz Urugwajem (3:0). Ostatecznie tamten mundial Szwedzi zakończyli na drugiej rundzie. W latach 1973–1981 w drużynie narodowej Magnusson rozegrał w sumie 11 spotkań.